# Seilhac (tổng)
Tổng Seilhac là một tổng của Pháp tọa lạc tại tỉnh Corrèze trong vùng Nouvelle-Aquitaine.

## Địa lý
Tổng này được tổ chức xung quanh Seilhac trong quận Tulle. Độ cao khu vực này là 305 m (Saint-Salvadour) đến 570 m (Beaumont) độ cao trung bình trên mực nước biển là 433 m.

## Hành chính
| Giai đoạn | Ủy viên       | Đảng | Tư cách                |
| --------- | ------------- | ---- | ---------------------- |
| 2001-2014 | Noël Martinie | PS   | thị trưởng Chamboulive |

## Phân chia đơn vị hành chính
Tổng Seilhac được chia thành 9 xã và khoảng 6 315 người (điều tra dân số năm 1999 không tính trùng dân số).
| Xã              | Dân số | Mã bưu chính | Mã insee |
| --------------- | ------ | ------------ | -------- |
| Beaumont        | 128    | 19390        | 19020    |
| Chamboulive     | 1 133  | 19450        | 19037    |
| Chanteix        | 517    | 19330        | 19042    |
| Lagraulière     | 921    | 19700        | 19100    |
| Pierrefitte     | 79     | 19450        | 19166    |
| Saint-Clément   | 1 011  | 19700        | 19194    |
| Saint-Jal       | 597    | 19700        | 19213    |
| Saint-Salvadour | 294    | 19700        | 19240    |
| Seilhac         | 1 635  | 19700        | 19255    |

## Thông tin nhân khẩu
| 1962                                                     | 1968  | 1975  | 1982  | 1990  | 1999  |
| -------------------------------------------------------- | ----- | ----- | ----- | ----- | ----- |
| 6 143                                                    | 6 862 | 6 269 | 6 270 | 6 250 | 6 315 |
| Nombre retenu à partir de 1962 : dân số không tính trùng |       |       |       |       |       |